# Bahnhof Shiroishi
Der Bahnhof Shoroishi (jap. 白石駅, Shiroishi-eki) ist ein Bahnhof auf der japanischen Insel Hokkaidō. Er befindet sich im Osten von Sapporo im Stadtteil Shiroishi-ku.
Eine gleichnamige Station an der Tōzai-Linie der U-Bahn Sapporo befindet sich etwas mehr als einen Kilometer südwestlich.

## Verbindungen
Shiroishi ist ein Trennungsbahnhof an der Hakodate-Hauptlinie von Sapporo nach Asahikawa, der wichtigsten Bahnstrecke Hokkaidōs. Hier zweigt die Chitose-Linie nach Numanohata ab. Beide Linien werden von der Gesellschaft JR Hokkaido betrieben.
In Shiroishi halten sämtliche Regionalzüge, die von Sapporo aus auf der Hakodate-Hauptlinie nach Iwamizawa oder auf der Chitose-Linie in Richtung Minami-Chitose und Tomakomai verkehren. Daraus ergibt sich ein dichter, S-Bahn-ähnlicher Fahrplan. Hinzu kommen regelmäßig verkehrende Eilzüge mit der Bezeichnung Ishikari Liner von Otaru über Teine und Sapporo nach Iwamizawa.
Beidseits des Bahnhofs befinden sich Busterminals, die von verschiedenen Stadtbuslinien der Gesellschaften Hokkaidō Chūō Bus und JR Hokkaidō Bus bedient werden.

## Anlage
Der in Nordwest-Südost-Richtung ausgerichtete Bahnhof besitzt sechs Gleise, darunter je ein Abstell- und ein Durchfahrtsgleis. Vier Gleise dienen dem Personenverkehr und liegen an zwei Mittelbahnsteigen. Das Empfangsgebäude besitzt die Form eines Reiterbahnhofs, der die gesamte Gleisanlage überspannt. Unmittelbar östlich des Bahnhofs steht ein kleines dreigleisiges Depot zum Abstellen von Bahndienstfahrzeugen. Südostwärts verlaufen beide Linien zwar drei Kilometer nebeneinander (die Trasse ist hier viergleisig ausgebaut), doch kann der nachfolgende Bahnhof Heiwa nur von Zügen auf der Chitose-Linie angefahren werden.

## Bilder

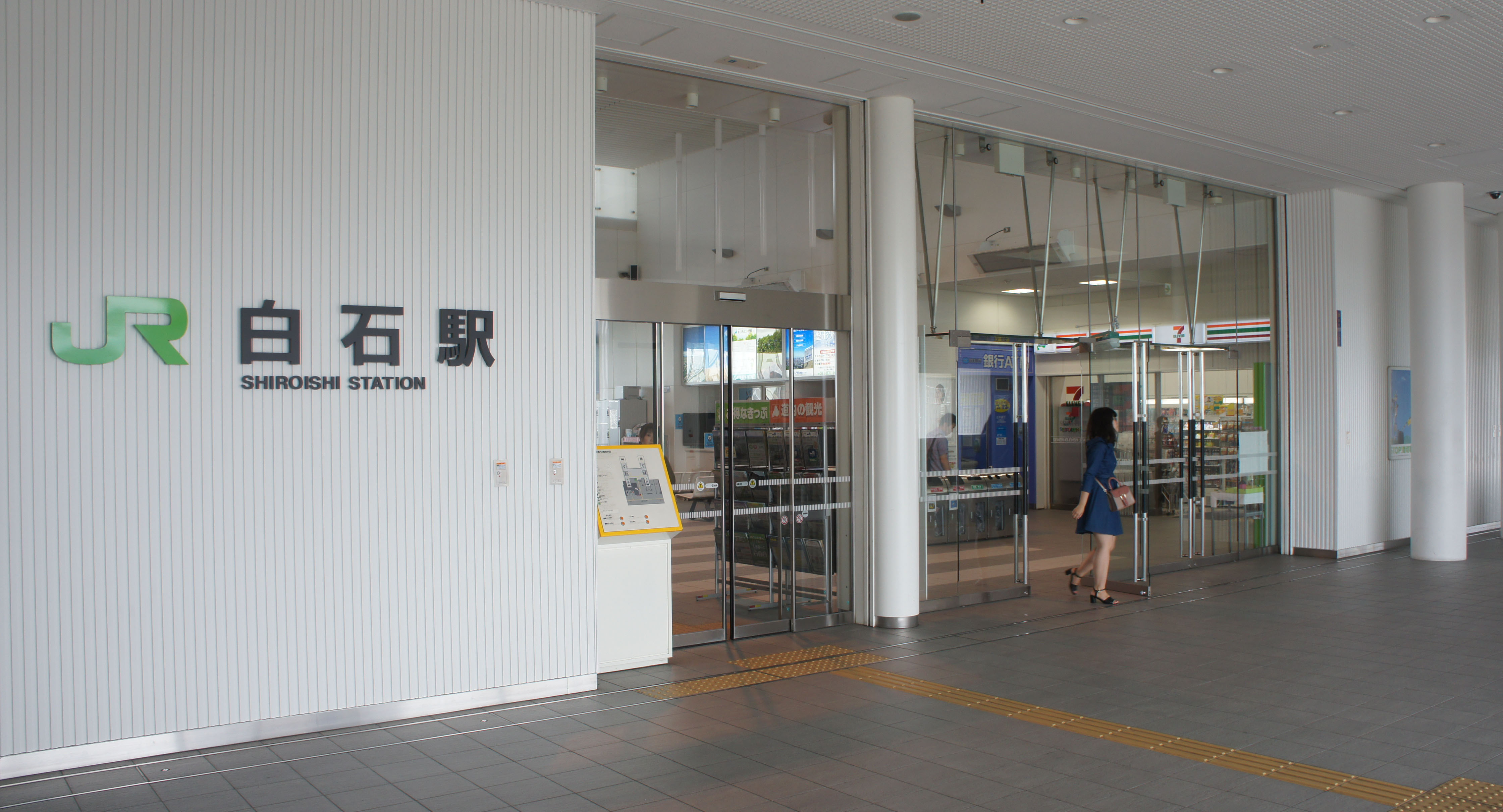
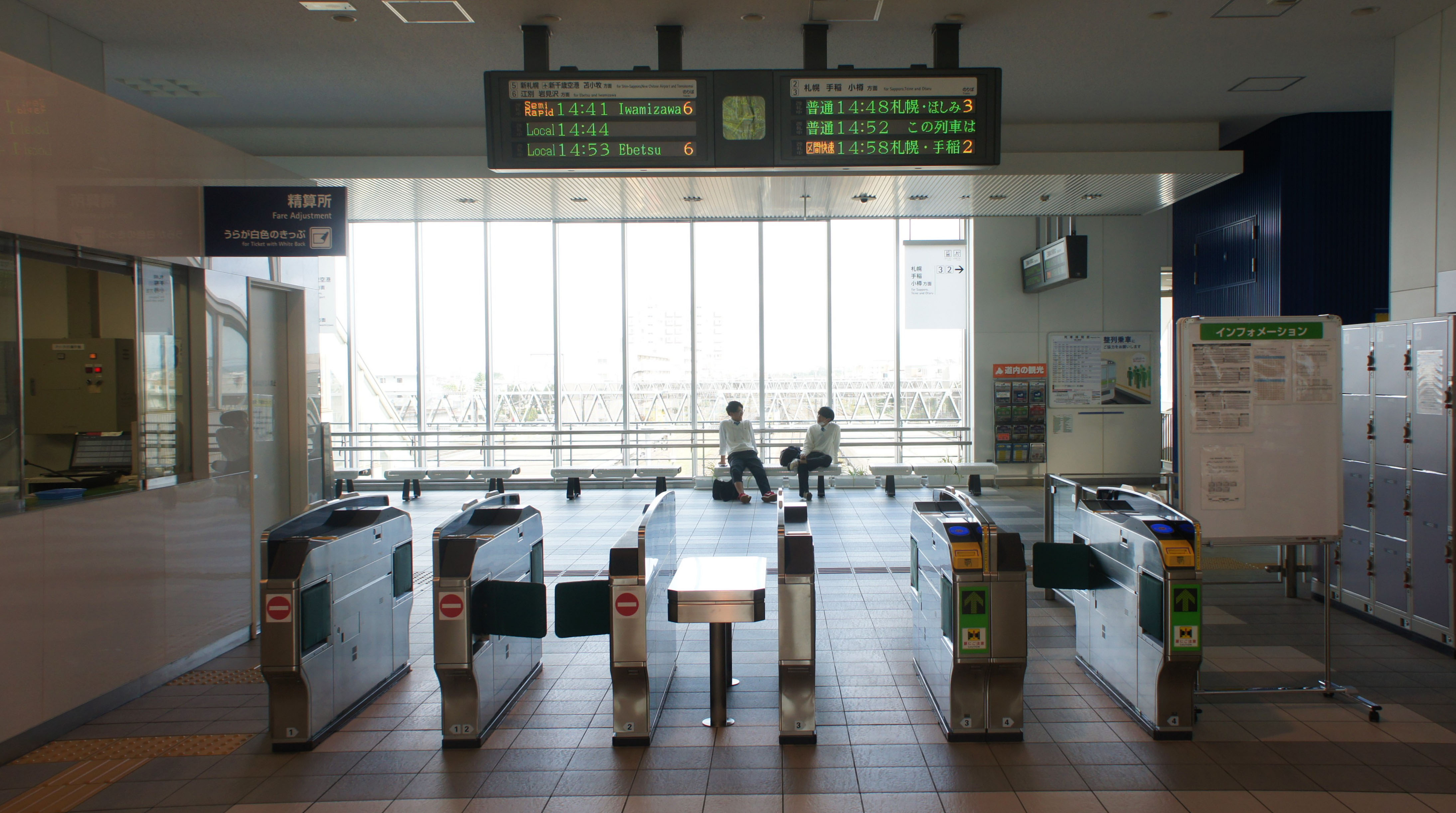
Bahnsteigsperren
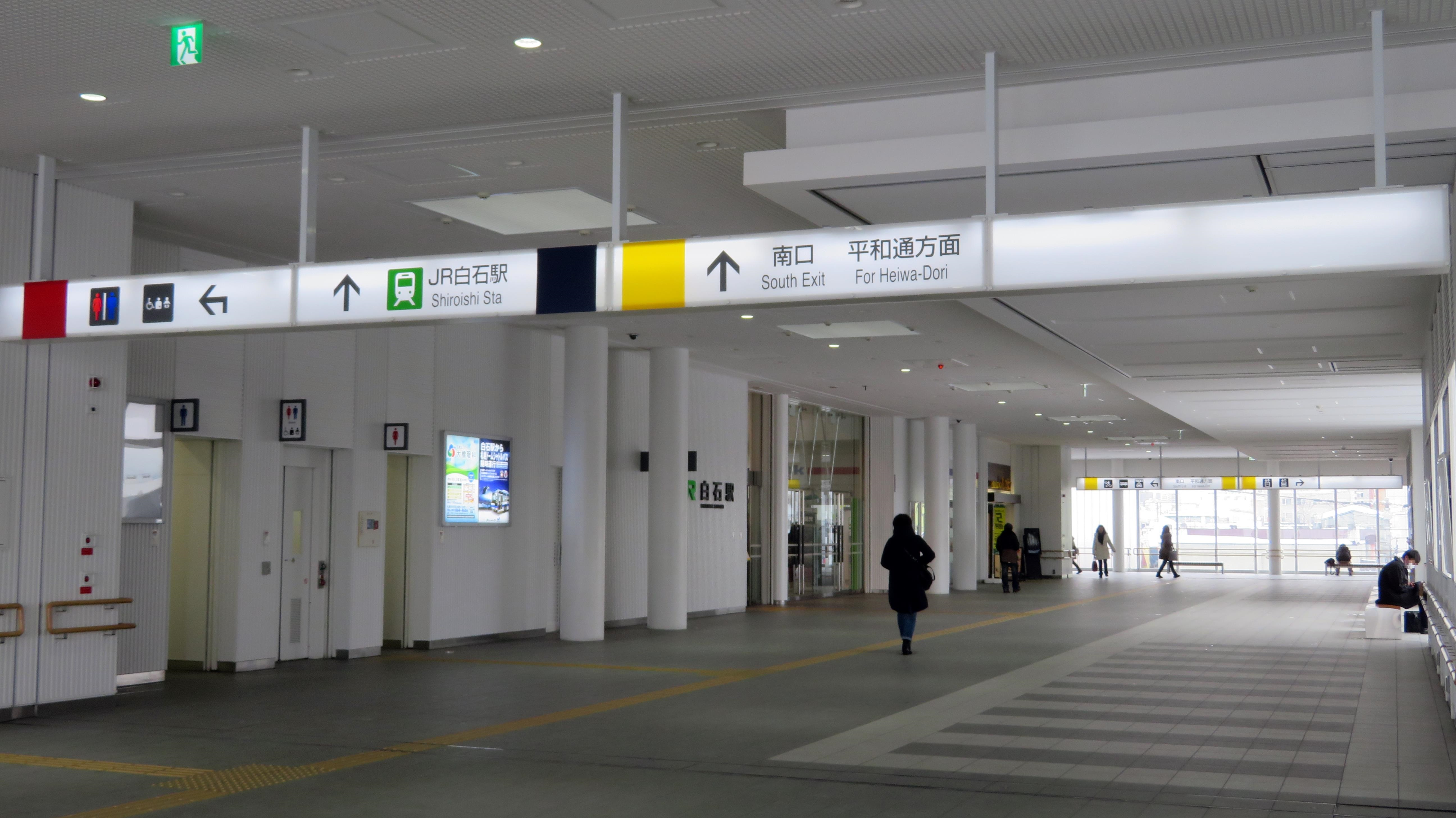
Im Innern des Reiterbahnhofs
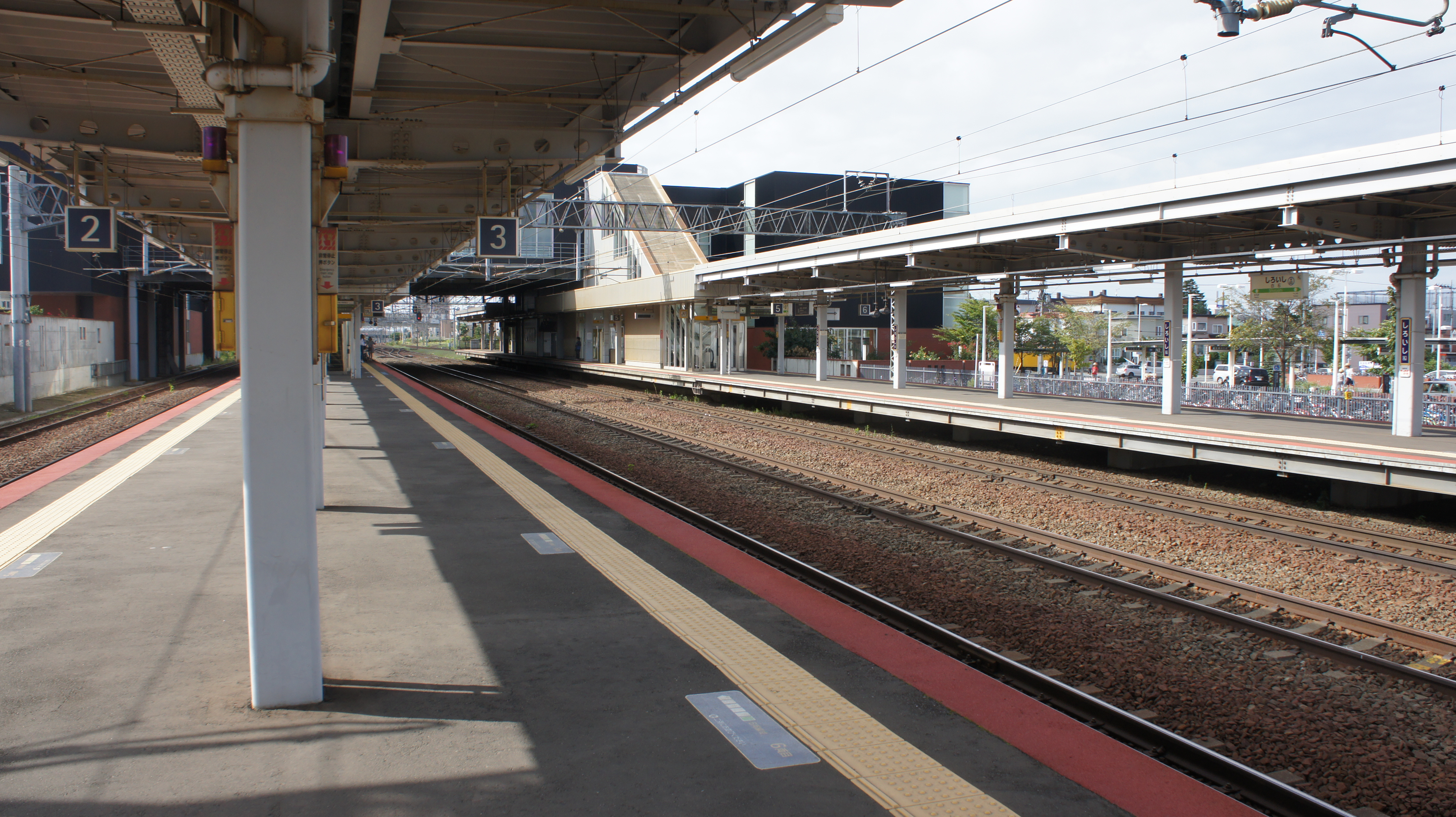
Bahnsteige
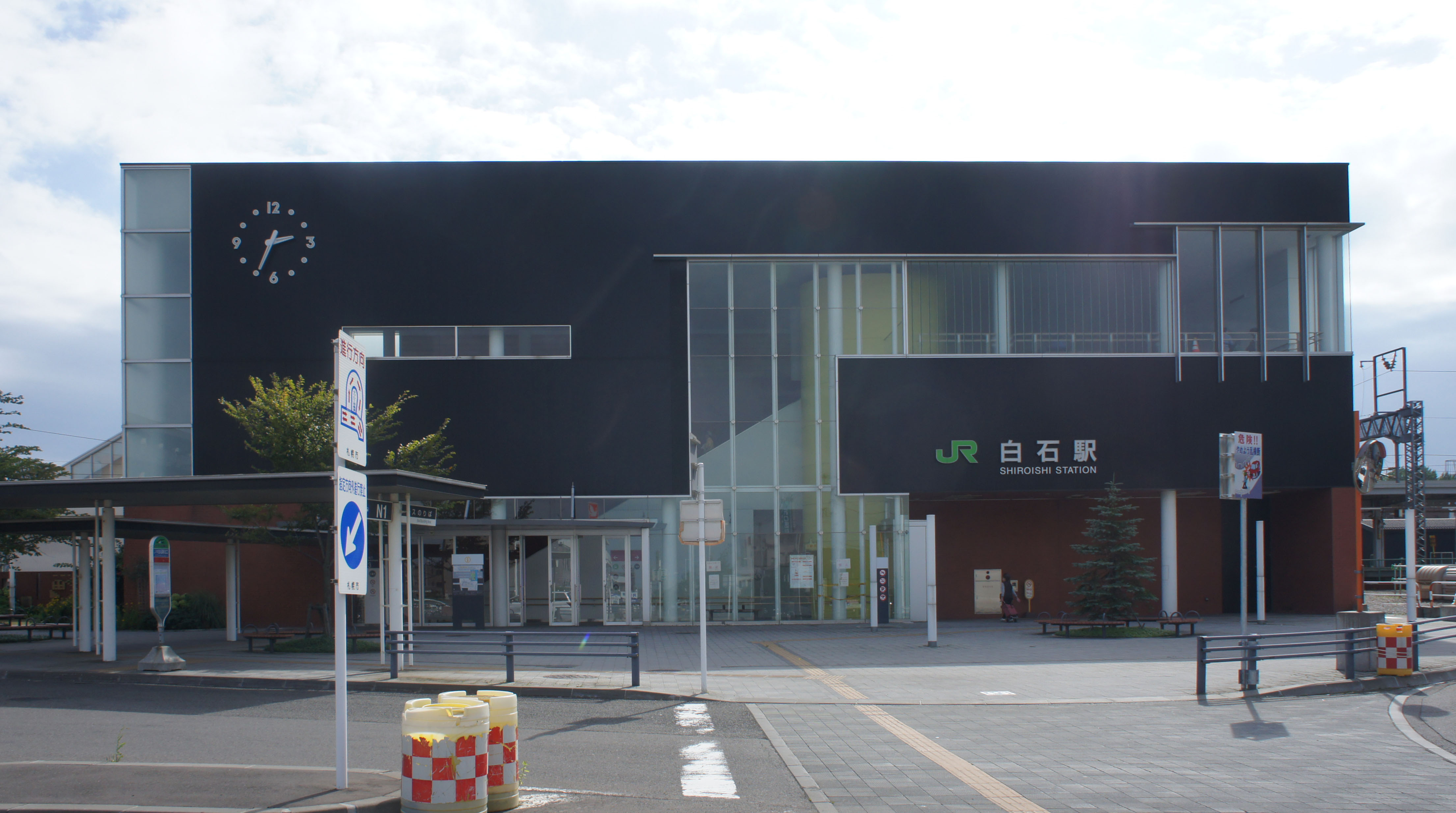
Nordausgang (August 2018)

## Gleise

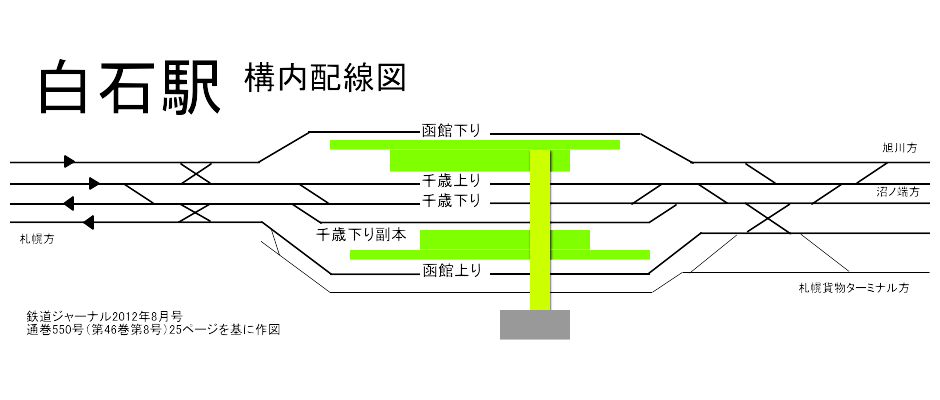
Gleisplan

| 2 | ▉ Hakodate-Hauptlinie | Sapporo • Teine • Otaru |
| 3 | ▉ Chitose-Linie       | Teine • Otaru           |
| 5 | ▉ Chitose-Linie       | Neu-Chitose • Tomakomai |
| 6 | ▉ Hakodate-Hauptlinie | Iwamizawa               |

## Linien
| Verlauf der Hakodate-Hauptlinie |
| --- |
| Hakodate • Goryōkaku • Kikyō • Ōnakayama • Nanae • Shin-Hakodate-Hokuto • Niyama • Ōnuma • Ōnumakōen • Akaigawa • Komagatake • Mori • Katsuragawa • Ishiya • Hon-Ishikura • Ishikura • Otoshibe • Nodaoi • Yamakoshi • Yakumo • Washinosu • Yamasaki • Kuroiwa • Kita-Toyotsu • Kunnui • Oshamambe • Futamata • Warabitai • Kuromatsunai • Neppu • Mena • Rankoshi • Konbu • Niseko • Hirafu • Kutchan • Kozawa • Ginzan • Shikaribetsu • Niki • Yoichi • Ranshima • Shioya • Otaru • Minami-Otaru • Otaru-Chikkō • Asari • Zenibako • Hoshimi • Hoshioki • Inaho • Teine • Inazumikōen • Hassamu • Hassamuchūō • Kotoni • Sōen • Sapporo • Naebo • Shiroishi • Atsubetsu • Shinrinkōen • Ōasa • Nopporo • Takasago • Ebetsu • Toyohoro • Horomui • Kami-Horomui • Iwamizawa • Minenobu • Kōshunai • Bibai • Chashinai • Naie • Toyonuma • Sunagawa • Takikawa • Ebeotsu • Moseushi • Fukagawa • Osamunai • Chikabumi • Asahikawa Sawara-Zweigstrecke: Ōnuma • Chōshiguchi • Shikabe • Oshima-Numajiri • Oshima-Sawara • Kakarima • Oshironai • Higashi-Mori • Mori |

| Verlauf der Chitose-Linie |
| --- |
| Sapporo • Naebo • Shiroishi • Heiwa • Shin-Sapporo • Kami-Nopporo • Kita-Hiroshima • Shimamatsu • Megumino • Eniwa • Sapporo Beer Teien • Osatsu • Chitose • Minami-Chitose • Bibi • Uenae • Numanohata Flughafen-Zweigstrecke: Minami-Chitose • Shin-Chitose Kūkō |

## Geschichte

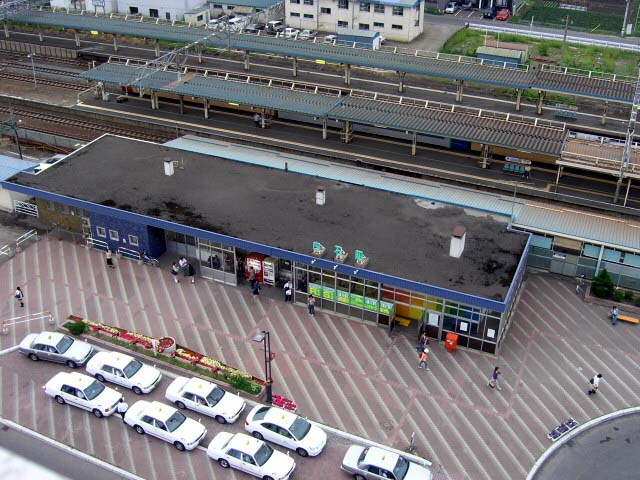
Alter Bahnhof (2004)

Die Bahngesellschaft Horonai Tetsudō eröffnete am 13. November 1882 die Strecke zwischen Sapporo und Iwamizawa. Im Gebiet Shiroishi richtete sie einen Bedarfshalt ein, den sie im folgenden Jahr wieder aufhob und 1888 erneut in Betrieb nahm. 1889 gelangte die Strecke in den Besitz der privaten Bergbau- und Bahngesellschaft Hokkaidō Tankō Tetsudō. Die neue Besitzerin hob den Bedarfshalt im September 1890 ein weiteres Mal auf. Schließlich eröffnete sie am 21. April 1903 den definitiven Bahnhof. Nach der Verstaatlichung der Hokkaidō Tankō Tetsudō am 1. Oktober 1906 war das Eisenbahnamt (das spätere Eisenbahnministerium) zuständig.
Am 17. Oktober 1918 folgte die Eröffnung der Jōzankei-Bahnlinie, die in der Nähe von Shiroishi abzweigte und ins Toyohiro-Tal südwestlich von Sapporo führte. Der nachfolgende Bahnhof Higashisapporo war ab 1926 Ausgangspunkt der Chitose-Linie. Der Güterumschlag in Shiroishi endete am 1. Juli 1968, als die Japanische Staatsbahn drei Kilometer östlich einen neuen Güterbahnhof an der Hakodate-Hauptlinie eröffnete. Knapp zwei Monate später, am 28. August 1968, wurde der durch Shiroishi führende Abschnitt der Hakodate-Hauptlinie elektrifiziert. Am 1. November 1969 folgte die Stilllegung der Jōzankei-Bahnlinie.
Eine vollständig neue betriebliche Situation ergab sich am 9. September 1973 mit der Inbetriebnahme einer direkteren, zweigleisigen Streckenführung der Chitose-Linie von Naebo über Shiroishi nach Kita-Hiroshima; einen Tag später wurde die alte, eingleisige Strecke über Higashisapporo eingestellt. Aus Kostengründen gab die Staatsbahn die Gepäckaufgabe am 14. März 1985 auf. Im Zuge der Privatisierung ging der Bahnhof am 1. April 1987 in den Besitz der neuen Gesellschaft JR Hokkaido über. Unmittelbar neben dem Empfangsgebäude von 1968, das später abgerissen wurde, entstand ab April 2009 das heutige brückenartige Bauwerk. Dieses wurde am 30. Januar 2011 eingeweiht.